# Desmond Llewelyn
Desmond Wilkinson Llewelyn (ur. 12 września 1914 w Newport, zm. 19 grudnia 1999 w Firle) – walijski aktor, występował w roli Q w serii filmów o Jamesie Bondzie.

## Życiorys
Urodził się w rodzinie inżyniera górniczego. W szkole brał udział w wystawianiu szkolnych przedstawień i sporadycznie grał małe role. Wstąpił następnie na Królewską Akademię Sztuk Dramatycznych (Royal Academy for the Dramatic Arts). Zadebiutował w filmie w komedii Ask a Policeman z 1939.
Po wybuchu II wojny światowej Llewelyn został powołany do armii brytyjskiej w stopniu podporucznika i przydzielony do pułku piechoty Royal Welch Fusiliers. Podczas walk w 1940 we Francji dostał się do niewoli niemieckiej i resztę wojny do 1945 spędził w obozie jenieckim; podjął w tym czasie nieudaną próbę ucieczki tunelem.
Począwszy od drugiego filmu sensacyjnego o Jamesie Bondzie, nakręconego w 1963 Pozdrowienia z Rosji, Llewelyn grał w tej serii postać Q – szefa działu technicznego wywiadu brytyjskiego MI6. Demonstrował Bondowi nowe gadżety typu: wybuchowe długopisy, ukryte wyrzutnie rakiet, zegarki z laserem itp. Rolę Q zagrał łącznie w 17 filmach do Świat to za mało z 1999, z wyjątkiem Żyj i pozwól umrzeć (1973). Pominięcie go w obsadzie tego filmu wywołało protesty fanów serii, w efekcie angażowano go do wszystkich kolejnych filmów. Choć łączny czas spędzony na ekranie w filmach o Bondzie wyniósł niewiele ponad pół godziny, Llewelyn stał się najbardziej niezmienną i rozpoznawalną postacią serii. Grywał również w innych filmach, m.in. w Doctor Jekyll and Mister Hyde z 1981, a także na scenie teatralnej.
Desmond Llewelyn zginął 19 grudnia 1999 w wieku 85 lat w wypadku samochodowym w East Sussex, wracając do domu po imprezie promującej jego autobiografię. Podczas wyprzedzania zderzył się czołowo z innym samochodem i pomimo szybkiego transportu helikopterem do szpitala zmarł od doznanych obrażeń.
Został pochowany na cmentarzu parafialnym w Battle.